# Sites mégalithiques du Cantal
Cet article présente la liste des sites mégalithiques du Cantal, en France.
| \| Aurillac Mauriac Saint-Flour \| Répartition géographique des mégalithes. · : dolmen - : menhir |
| Aurillac Mauriac Saint-Flour                                                                      |

## Typologie
Les dolmens du Cantal sont de type simple et s'apparentent aux dolmens simples de la bordure méridionale du Massif central (Lot, Aveyron). Ils sont constitués de deux à quatre orthostates, de taille généralement identique, recouverts par une unique table de couverture.

## Répartition géographique
La Planèze de Saint-Flour constitue à elle-seule la plus grande concentration de monuments mégalithiques de la région Auvergne : sur environ 200 km2, on peut y observer douze dolmens et au moins deux menhirs certains.
Les mégalithes ont, la plupart du temps, été édifiés sur le versant d'un plateau, en position dominante par rapport à leur environnement et souvent dans les environs d'éléments caractéristiques du paysage, comme les narses.

## Inventaire non exhaustif
| Nom usuel                        | Commune                     | Remarque                              | Protection        | Coordonnées                                             | Illustration           |
| -------------------------------- | --------------------------- | ------------------------------------- | ----------------- | ------------------------------------------------------- | ---------------------- |
| Pierre au Prat                   | Allanche                    | dolmen                                |                   | 45° 14′ 12″ N, 2° 56′ 24″ E                             | Pierre au Prat         |
| Dolmen                           | Anglards-de-Salers          | reconstruit                           |                   |                                                         |                        |
| Pierre de la Pendule             | Arches                      | menhir,                               |                   | 45° 17′ 35″ N, 2° 19′ 57″ E                             |                        |
| Dolmen du Champ-de-Bataille      | Ayrens                      | autre nom Le Colin                    |                   |                                                         |                        |
| Menhir de Peyreficade            | Carlat                      | autre nom Peyre Levade,               | Classé MH (1889)  | 44° 52′ 52″ N, 2° 32′ 33″ E                             |                        |
| Menhir des Mortagnes du Bru      | Charmensac                  |                                       |                   | 45° 13′ 52″ N, 3° 02′ 15″ E                             |                        |
| Menhir de la Plone,              | Chaudes-Aigues              |                                       |                   |                                                         |                        |
| Dolmen du Bardon                 | Coltines                    | autre nom Pierre Chabrée              | Inscrit MH (1986) | 45° 05′ 44″ N, 3° 01′ 00″ E                             |                        |
| Dolmen de Touls                  | Coltines                    |                                       | Inscrit MH (1986) | 45° 06′ 24″ N, 2° 59′ 12″ E                             |                        |
| Menhirs de Gourdièges            | Gourdièges                  | 2 menhirs                             |                   |                                                         |                        |
| Dolmen de Recoules               | Joursac                     |                                       | Classé MH (1977)  | 45° 09′ 32″ N, 2° 59′ 51″ E                             |                        |
| Menhir de la Roussille           | Landeyrat                   | christianisé                          |                   |                                                         |                        |
| Dolmen de Frau de Lanobre        | Lanobre                     |                                       |                   | 45° 25′ 54″ N, 2° 32′ 46″ E                             |                        |
| Pierre Quillée                   | Lanobre                     | menhir                                | détruit           |                                                         |                        |
| Dolmen du Bois de la Margide     | Laroquebrou                 |                                       | disparu           |                                                         |                        |
| Dolmen de la Caverne du Diable   | Lavastrie                   |                                       | détruit           |                                                         |                        |
| Dolmen du Puy Maubrun            | Lavastrie                   |                                       | disparu           |                                                         |                        |
| Dolmen de Courteuge              | Leyvaux                     |                                       |                   | 45° 19′ 54″ N, 3° 05′ 46″ E                             |                        |
| Menhir de la Baïsse des Mazes    | Lieutadès                   | menhir christianisé ?,                |                   |                                                         |                        |
| Menhir de la Croix du Fou        | Lieutadès                   | menhir christianisé ?                 |                   |                                                         |                        |
| Menhir de la Vigile              | Loubaresse                  |                                       | détruit           |                                                         |                        |
| Menhirs de Foujichi              | Loubaresse                  | 3 menhirs                             |                   | 44° 55′ 42″ N, 3° 14′ 02″ E                             |                        |
| Menhirs de Peychabrier           | Loubaresse                  | 3 menhirs                             | 2 détruits        |                                                         |                        |
| Menhir de la Chassagne           | Massiac                     |                                       |                   | déplacé 45° 16′ 25″ N, 3° 12′ 40″ E                     | Menhir de la Chassagne |
| Menhir de la Roussille,          | Mauriac                     |                                       |                   |                                                         |                        |
| Menhir du Bois des Sagnes        | Neuvéglise                  |                                       |                   |                                                         |                        |
| Dolmen de Peyrelevade            | Nieudan                     |                                       | ruiné             |                                                         |                        |
| Dolmen de Peyro Lebado           | Nieudan                     |                                       | détruit           |                                                         |                        |
| Pierrefiche                      | Oradour                     | menhir                                | disparu           |                                                         |                        |
| Dolmen de la Peyre               | Paulhac                     |                                       |                   | 45° 00′ 54″ N, 2° 57′ 07″ E                             |                        |
| Dolmen de la Coustie             | Riom-ès-Montagnes           |                                       |                   | 45° 18′ 39″ N, 2° 37′ 49″ E                             |                        |
| Dolmen de Védernat               | Roffiac                     | autre nom Dolmen de la Crousette      |                   | 45° 02′ 41″ N, 3° 01′ 57″ E                             | dolmen de Vedernat     |
| Dolmen du Puy de Cantagril       | Saint-Cernin                |                                       | détruit vers 1870 |                                                         |                        |
| Dolmen de la Lande Murat         | Saint-Christophe-les-Gorges |                                       | détruit en 1890   |                                                         |                        |
| Dolmen de Mons                   | Saint-Georges               | autre nom Dolmen de Chausse           | Classé MH (1980)  | 45° 06′ 23″ N, 2° 59′ 12″ E                             |                        |
| Menhirs du Bois de Linols        | Saint-Gérons                | 2 menhirs                             |                   |                                                         |                        |
| Menhir de Saint-Simon            | Saint-Simon                 | menhir christianisé                   |                   | 44° 57′ 18″ N, 2° 31′ 23″ E                             |                        |
| Croix-Grosse                     | Sériers                     | menhir christianisé                   | Classé MH (1911)  | 44° 58′ 25″ N, 3° 02′ 03″ E                             | Croix-Grosse           |
| Grand dolmen de la Table au Loup | Sériers                     |                                       | Classé MH (1911)  | 44° 59′ 12″ N, 3° 00′ 36″ E                             | Table du Loup          |
| Pierre Plantade                  | Sériers                     | menhir incertain                      | Classé MH (1911)  | 44° 58′ 48″ N, 3° 00′ 19″ E                             | Pierre Plantade        |
| Menhir de Soulages               | Soulages                    |                                       |                   |                                                         |                        |
| Menhir d'Ostrigiers              | Sourniac                    |                                       | détruit           |                                                         |                        |
| Pierre Plantade                  | Talizat                     | autre nom Pierre Menade               | Classé MH (1911)  | 45° 07′ 27″ N, 3° 02′ 58″ E                             |                        |
| Dolmen d'Alleuzet                | Les Ternes                  |                                       | Inscrit MH (1986) | 44° 59′ 05″ N, 2° 57′ 56″ E                             |                        |
| Dolmen du Bois Grand             | Les Ternes                  |                                       |                   | 44° 59′ 25″ N, 3° 01′ 17″ E                             | Dolmen du Bois Grand   |
| Dolmen de la Pierre du Loup      | Valuéjols                   | autre nom la Narse de la Nouvialle    |                   | 45° 03′ 10″ N, 2° 58′ 13″ E                             |                        |
| Pierre Plantée                   | Vieillespesse               | menhir                                |                   | 45° 06′ 26″ N, 3° 08′ 46″ E                             |                        |
| Dolmens de Pierre-Levée          | Villedieu                   | 2 dolmens,                            |                   | 45° 01′ 25″ N, 3° 01′ 41″ E 45° 01′ 22″ N, 3° 01′ 48″ E |                        |
| Pierre Levée                     | Villedieu                   | menhir incertain autre nom Frayssinet |                   | 45° 01′ 26″ N, 3° 01′ 40″ E                             |                        |
| Tombe du Capitaine               | Villedieu                   | dolmen                                |                   | 45° 00′ 43″ N, 3° 01′ 29″ E                             |                        |